# Molí d'en Caldes
El Molí d'en Caldes és una obra de Riudarenes (Selva) inclosa a l'Inventari del Patrimoni Arquitectònic de Catalunya.

## Descripció
L'edifici era un antic molí fariner i molina de fusta, acabat de reformar al 2002 per adequar-lo com a habitatge. Es tracta d'un edifici format per un cos del tipus basilical i dos cossos a banda i banda perpendiculars a la façana. Les reformes d'adequació han modificat sensiblement l'aspecte inicial d'edifici, enfocat al usos de molí fariner, forestals i agrícoles: s'ha aixecat i allargat la teulada del cos central i s'ha dividit la gran alçada el cos del darrere en dos pisos, el superior amb galeria de sis arcs de mig punt de rajol i terrat. Aquest cos antigament es va construir amb la intenció d'utilitzar-lo com a farinera però mai es va arribar a posar en marxa. Les parets són arrebossades i s'hi troben obertures amb arc de mig punt i d'altres rectangulars. En un dels cossos laterals hi ha un petit porxo sostentat per pilastres i teulada de teula àrab.

## Història
Està situat en la línia de l'anomenat rec del Molí, paral·lel a la riera de Santa Coloma de Farners que abastia els molins de Can Moner i Can Rabassa, a Santa Coloma, i els de Can Mas Oller, Can Pastells, Can Caldes i el molí de l'Arrupit, per retornar a la riera a l'altura de l'Hostal de l'Arrupit.